# علي بن سعيد
السيد علي بن سعيد البوسعيدي ولد عام 1854 وتوفي في 5 مارس 1893، رابع سلاطين زنجبار بعد أخيه السلطان خليفة بن سعيد. حكم زنجبار من 13 فبراير 1890 وحتى 5 مارس 1893، وقد خلفه بالحكم ابن أخيه حمد بن ثويني البوسعيد.

## أسرته
هو الابن الثاني والعشرون من أبناء السلطان سعيد بن سلطان سلطان مسقط وعمان وزنجبار، وأمه سرية حبشية اسمها نور الصباح. لديه ابن واحد وأربعة بنات:
- سعيد بن علي ولد عام 1893.
- علية بنت علي.
- نونو بنت علي.
- غالية بنت علي.
- شريفة بنت علي.

## حكمه
تم تعيينه كولي للعهد بتاريخ 27 مارس 1888. ثم تولى الحكم بعد وفاة اخيه خليفة بتاريخ 13 فبراير 1890، وقد باع الأراضي الساحلية لتانجانيقا والتابعة له إلى الحكومة الألمانية في 17 أكتوبر 1890، وقبل بتاريخ 7 نوفمبر 1890 بالوصاية البريطانية على السلطنة مع توابعها من الجزر: بمبا ومافيا ولامو وباتي وشمالا حتى كيسمايو.
وفي عهده تم وضع أول دستور للسلطنة وتشكيل حكومة دستورية عام 1891، بالإضافة إلى تشكيل مجلس وزراء وفصل السلطات.